# Anochetus nietneri
Anochetus nietneri är en myrart som först beskrevs av Julius Roger 1861.  Anochetus nietneri ingår i släktet Anochetus och familjen myror. Inga underarter finns listade i Catalogue of Life.